# Мирза, Святослав Петрович
Святослав Петрович Мирза (5 августа 1930, Баку — 26 января 2007, Москва) — советский и российский теннисист, тренер. Мастер спорта СССР, Заслуженный тренер РСФСР.

## Биография
Родился в 1930 году в Баку. В возрасте двадцати лет увлёкся теннисом. Выступал за ЦСКА (Москва) — 1954-64. Лучший результат ― финал чемпионата СССР (1961) в одиночном разряде. Также был шестикратным чемпионом Москвы в разных разрядах (1957—58, 1960—61, 1965 гг.). В 1956 году был удостоен почётного звания мастера спорта СССР. В 1956—62 гг. входил в десятку сильнейших теннисистов СССР.
После окончания выступлений перешёл на тренерскую работу. Окончил ГЦОЛИФК. Государственный тренер Спорткомитета СССР по городу Москве в 1964—69. Директор ДЮСШ по теннису МГС ДСО «Спартак» — с 1969 года. Тренер сборной Москвы, игроки которой были чемпионами Спартакиады народов СССР (1967, 1975, 1979, 1983) и победителями всесоюзных соревнований в командном зачете (1966—68).
Среди его подопечных — В. Борисов, Р. Исланова, А. Мыскина, Евгения Йозопайтис.
Заслуженный тренер РСФСР (1967).
Лауреат Русского Кубка в номинации «Вклад в развитие ветеранского движения» в номинации «Вклад в развитие ветеранского движения» (1997).
Умер 26 января 2007 года в Москве. Похоронен на Троекуровском кладбище.